# جولیا سارا استون
جولیا سارا استون (انگلیسی: Julia Sarah Stone؛ زاده ۲۴ نوامبر ۱۹۹۷) بازیگر کانادایی است. وی شهرت خود را از فیلم‌های زنبور عسل (۲۰۱۸) (به انگلیسی: Honey bee) و به حقیقت پیوستن (۲۰۲۰) به دست آورد.